# Allemands de Sibiu
Les Allemands de Sibiu appartiennent à la communauté germanophone de Roumanie et se rattachent au groupe des Saxons de Transylvanie. Un autre petit groupe ethnique d'origine allemande vit dans le quartier Turnișor de Sibiu, les Landlers de Transylvanie. À l'origine les Landlers de Turnișor étaient distincts, Turnișor étant une commune autrefois différente de Sibiu et les Landlers ayant d'autres origines que les Saxons de Transylvanie. Néanmoins, la faiblesse de la natalité, le départ de 90 % des Allemands de Sibiu vers l'Allemagne au cours des 20 dernières années, les mariages entre groupes ethniques différents, ont fait que la distinction entre les deux groupes d'origine allemande perd de plus en plus son sens, les derniers Landlers de Sibiu ayant tendance à se fondre dans les Saxons.
Les Allemands de Sibiu ont formé la majorité de la population de la ville pendant 700 ans : du XIIIe siècle aux années 1920.
En 2011, ils étaient encore 1 481 (25 103 en 1977). La plupart ont émigré en Allemagne ou en Autriche depuis 1989. Le président roumain élu en 2014, Klaus Iohannis, est issu de cette communauté.